# Melanoplus borealis
Melanoplus borealis är en insektsart som först beskrevs av Franz Xaver Fieber 1853.  Melanoplus borealis ingår i släktet Melanoplus och familjen gräshoppor.

## Underarter
Arten delas in i följande underarter:
- M. b. borealis
- M. b. palaceus
- M. b. stupefactus
- M. b. utahensis